# Hexenprozesse von Lindheim
Die Hexenprozesse von Lindheim waren insbesondere drei derartige Verfahren, die unter dem Oberschultheißen (Amtmann) Georg Ludwig Geis Anfang der 1660er Jahre stattfanden.

## Gedenken

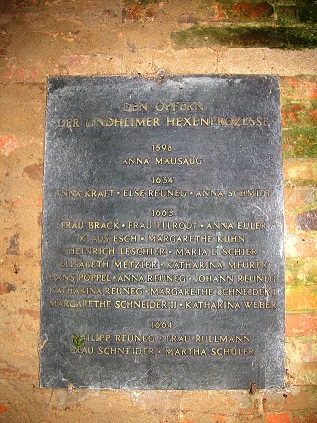
Gedenkplakette am Hexenturm: Namen der Opfer der Hexenprozesse